# IC 342
IC 342 (còn được gọi là Caldwell 5) là một thiên hà xoắn ốc trung gian trong chòm sao Lộc Báo có vị trí tương đối gần với dải Ngân Hà. Do kích thước và độ sáng thực tế cùng vị trí của nó nằm ở khu vực bụi khiến cho khó quan sát, vì thế nó có biệt danh là "Thiên hà ẩn"(tên tiếng Anh: The Hidden Galaxy). Mặc dù vậy, thiên hà IC 342 có thể dễ dàng được phát hiện ngay cả khi sử dụng ống nhòm bình thường. Do nằm ở khu vực bụi, việc xác định khoảng cách chính xác của nó rất khó khăn. Vị trí hiện tại theo các ước tính là dao động từ khoảng 7 đến khoảng 11 triệu năm ánh sáng.
Thiên hà IC 342 được một nhà thiên văn học nghiệp dư người Anh William Frederick Denning phát hiện vào năm 1892. Nó là một trong những thiên hà sáng nhất trong nhóm IC 342 / Maffei, một trong những nhóm thiên hà gần nhất với nhóm các thiên hà lân cận. Nhà thiên văn học người Mĩ Edwin Hubble là người đầu tiên nghĩ rằng nó sẽ nằm trong nhóm các thiên hà lân cận, nhưng sau đó nó được xác định là không nằm trong đó.
Năm 1935, nhà khoa học người Mĩ Harlow Shapley cho rằng nó rộng hơn mặt trăng tròn và nó bằng kích thước góc cạnh thiên hà xoắn ốc lớn thứ ba sau đó được biết đến. Nó nhỏ hơn thiên hà Andromeda (M31) và thiên hà Triangulum (M33). Các ước tính hiện tại thì thận trọng hơn, rằng kích thước rõ ràng là chỉ bằng một nửa đến hai phần ba đường kính của mặt trăng tròn.
Thiên hà Caldwell 5 có một hạt nhân H II.